# Swarthmore College

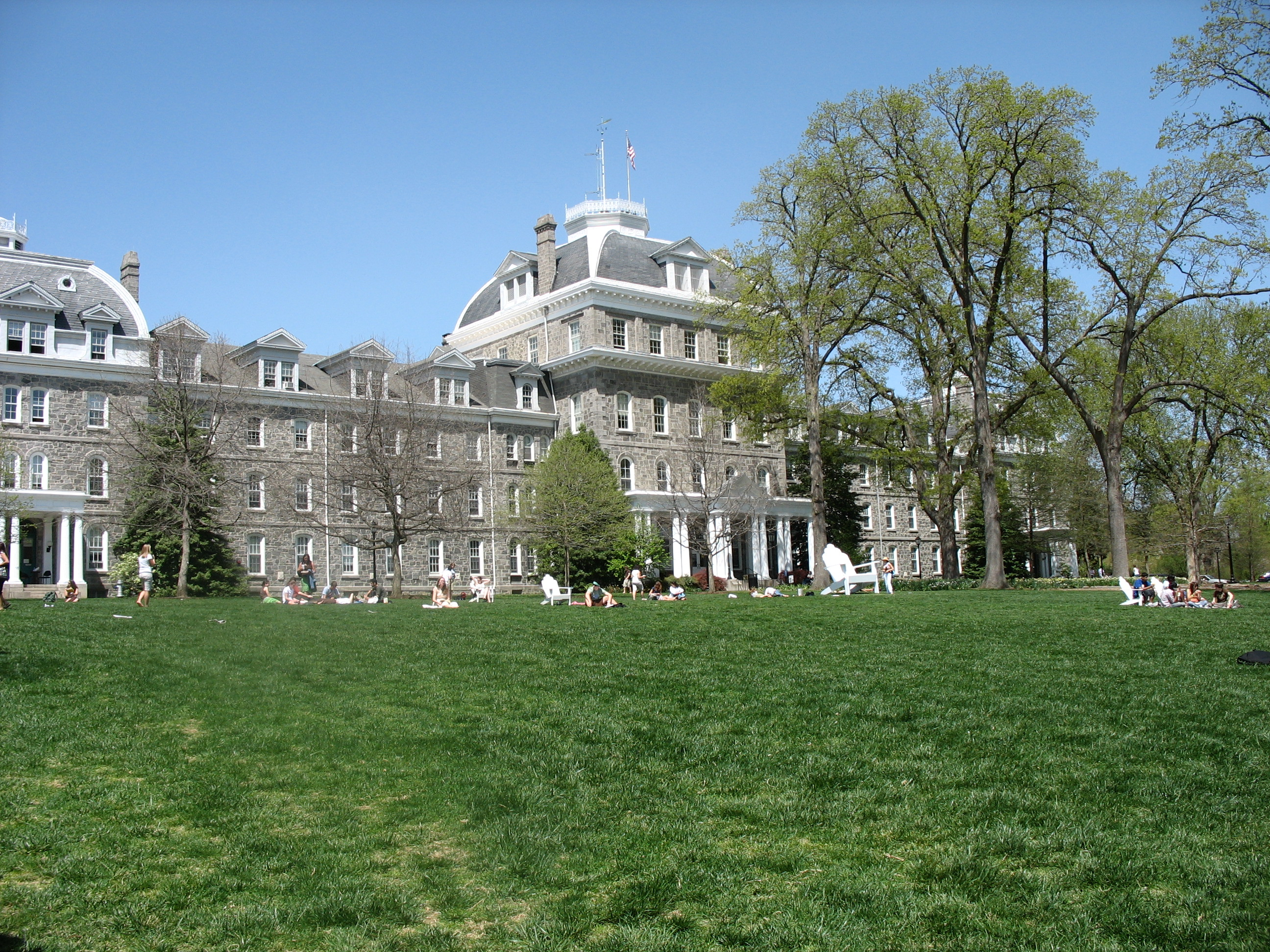
Parish Hall

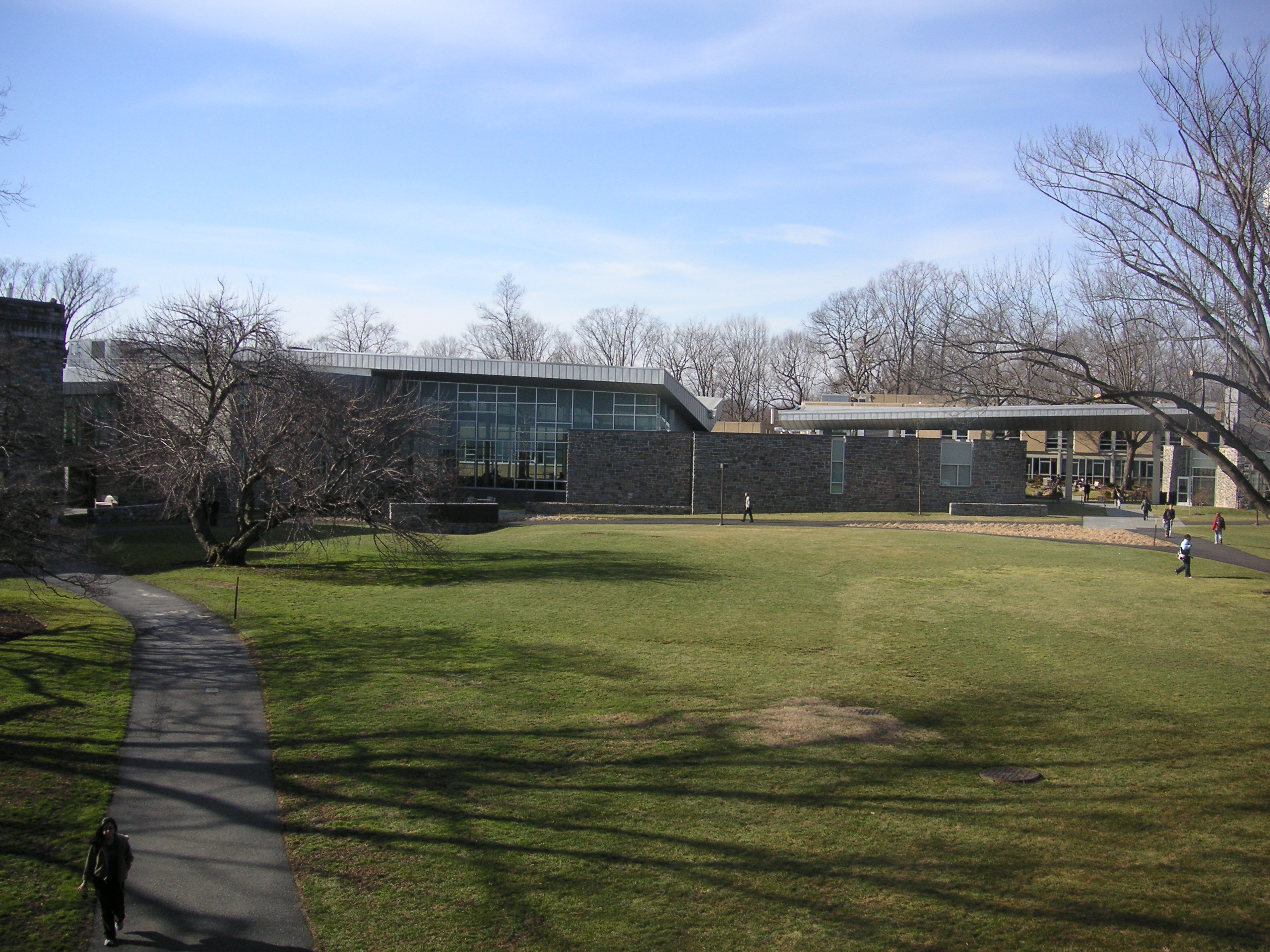
Swarthmore Science Center

O Swarthmore College é um College nas proximidades de Filadélfia, no estado da Pensilvânia, Estados Unidos.
O Swarthmore College foi fundado em 1864 por Quakers. Dentre seus fundadores está o industrial Joseph Wharton.

## Personalidades

### Professores
- Solomon Asch – Gestalt
- Leslie John Comrie – Astrônomo
- Scott Gilbert – Biólogo
- Peter van de Kamp – Astrônomo
- Wolfgang Köhler – Gestalt
- Donna Jo Napoli – Linguista
- Martin Ostwald – Filólogo
- Kenneth J. Gergen – Psicólogo social

### Ex-alunos
- David Clark – Pioneiro da Internet
- Jonathan Franzen – Escritor
- Josef Joffe – Publicista
- John Mather – Astrofísico, Nobel de física 2006
- Ulric Neisser – Psicólogo
- Theodor Nelson – Sociólogo
- Alice Paul – História do feminismo
- Robin Ridington – Antropólogo
- Antoinette Sayeh – Diretora africana do Fundo Monetário Internacional (FMI)
- Archer Taylor – Germanista
- David Lewis – Filósofo
- Peter Unger – Filósofo
- Karen Strier - Antropóloga